# Arcadia (Florida)
Arcadia és una població dels Estats Units, seu del comtat de DeSoto, a l'estat de Florida. Segons el cens del 2000 tenia 6.604 habitants.

## Demografia
Segons el cens del 2000, Arcadia tenia 6.604 habitants, 2.289 habitatges, i 1.533 famílies. La densitat de població era de 631,1 habitants per km².
Dels 2.289 habitatges en un 34,3% hi vivien nens de menys de 18 anys, en un 40,9% hi vivien parelles casades, en un 20,1% dones solteres, i en un 33% no eren unitats familiars. En el 25,7% dels habitatges hi vivien persones soles el 12,5% de les quals corresponia a persones de 65 anys o més que vivien soles. El nombre mitjà de persones vivint en cada habitatge era de 2,75 i el nombre mitjà de persones que vivien en cada família era de 3,22.
Per edats la població es repartia de la següent manera: un 29,2% tenia menys de 18 anys, un 10,3% entre 18 i 24, un 27,2% entre 25 i 44, un 19% de 45 a 60 i un 14,3% 65 anys o més.
L'edat mediana era de 32 anys. Per cada 100 dones de 18 o més anys hi havia 100,5 homes.
La renda mediana per habitatge era de 25.025 $ i la renda mediana per família de 29.593 $. Els homes tenien una renda mediana de 22.518 $ mentre que les dones 18.666 $. La renda per capita de la població era d'11.893 $. Entorn del 20,2% de les famílies i el 25,9% de la població estaven per davall del llindar de pobresa.

## Poblacions més properes
El següent diagrama mostra les poblacions més properes.